# Thomas M. Foglietta

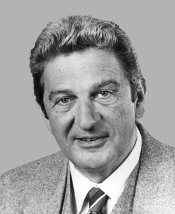
Thomas M. Foglietta

Thomas Michael Foglietta (* 3. Dezember 1928 in Philadelphia, Pennsylvania; † 13. November 2004 ebenda) war ein US-amerikanischer Politiker und Diplomat. Zwischen 1981 und 1997 vertrat er den Bundesstaat Pennsylvania im US-Repräsentantenhaus und von 1997 bis 2001 war er Botschafter der Vereinigten Staaten in Italien.

## Werdegang
Thomas Foglietta besuchte bis 1945 die South Catholic High School und danach bis 1949 das St. Joseph’s College in Philadelphia. Nach einem anschließenden Jurastudium und seiner 1952 erfolgten Zulassung als Rechtsanwalt begann er in diesem Beruf zu arbeiten. Gleichzeitig schlug er eine politische Laufbahn ein. Zwischen 1955 und 1975 war er Stadtrat in Philadelphia. Im Jahr 1976 arbeitete er für das regionale Bundesarbeitsamt.
Bei den Kongresswahlen des Jahres 1980 wurde Foglietta als unabhängiger Kandidat im ersten Wahlbezirk von Pennsylvania in das US-Repräsentantenhaus in Washington, D.C. gewählt, wo er am 3. Januar 1981 die Nachfolge von Michael Myers antrat. Nach sieben Wiederwahlen als Kandidat der Demokratischen Partei konnte er bis zu seinem Rücktritt am 11. November 1997 im Kongress verbleiben.
Zwischen 1997 und 2001 war Thomas Foglietta Botschafter der Vereinigten Staaten in Italien. Danach praktizierte er als Anwalt. Er starb am 13. November 2004 in Philadelphia.